# Соболец
Соболец — деревня в Старопольском сельском поселении Сланцевского района Ленинградской области.

## История
Впервые упоминается в писцовых книгах Шелонской пятины 1498 года, как две смежных деревни Соболец из одного двора каждая, земли — 4 обжи, в Сумерском погосте Новгородского уезда.
Затем, как деревня Собалец она упоминается на карте Санкт-Петербургской губернии Ф. Ф. Шуберта 1834 года.

СОБОЛЕЦ — деревня принадлежит её величеству, число жителей по ревизии: 37 м. п., 32 ж. п. (1838 год)

Как деревня Собалец она отмечена на карте профессора С. С. Куторги 1852 года.

СОБОЛЕЦ — деревня главного управления Гдовского её величества имения, по просёлочной дороге, число дворов — 12, число душ — 39 м. п. (1856 год)

СОБОЛЕЦ — деревня удельная при колодце, число дворов — 13, число жителей: 47 м. п., 46 ж. п. (1862 год) 

В XIX — начале XX века деревня административно относилась к Старопольской волости 2-го земского участка 1-го стана Гдовского уезда Санкт-Петербургской губернии.
Согласно Памятной книжке Санкт-Петербургской губернии 1905 года деревня называлась Саболец и образовывала Саболецкое сельское общество.
С марта 1917 года, деревня находилась в составе Чудско-Горского сельсовета Старопольской волости Гдовского уезда.

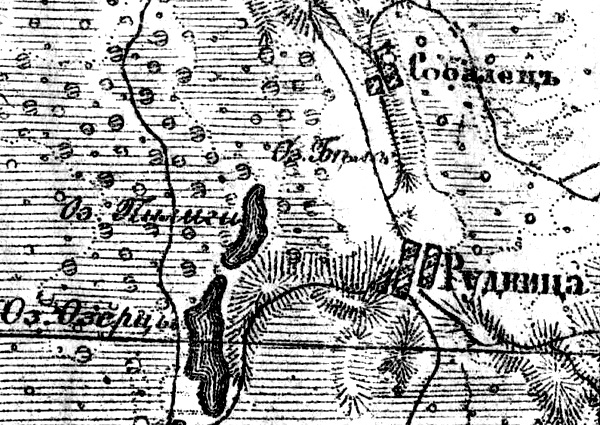
Деревня Соболец на карте 1919 года

Согласно карте Петроградской и Эстляндской губерний издания 1919 года деревня называлась Собалец, в деревне находилась деревянная часовня.
С февраля 1924 года, в составе Шакицкого сельсовета.
С февраля 1927 года, в составе Ложголовской волости Кингисеппского уезда.
С августа 1927 года, в составе Осьминского района.
С ноября 1928 года, в составе Старопольского сельсовета. В 1928 году население деревни составляло 180 человек.
По данным 1933 года деревня Соболец входила в состав Старопольского сельсовета Осьминского района.
С 1 августа 1941 года по 31 января 1944 года, германская оккупация.
С 1961 года, в составе Сланцевского района.
С 1963 года, в составе Кингисеппского района.
По состоянию на 1 августа 1965 года деревня Соболец входила в состав Старопольского сельсовета Кингисеппского района. С ноября 1965 года, вновь в составе Сланцевского района. В 1965 году население деревни составляло 32 человека.
По данным 1973 и 1990 годов деревня Соболец входила в состав Старопольского сельсовета.
В 1997 году в деревне Соболец Старопольской волости проживали 4 человека, в 2002 году — также 4 человека (все русские).
В 2007 году в деревне Соболец Старопольского СП проживал 1 человек, в 2010 году постоянного населения не было.

## География
Деревня расположена в восточной части района на автодороге 41К-814 (Старополье — Соболец).
Расстояние до административного центра поселения — 4 км.
Расстояние до ближайшей железнодорожной станции Веймарн — 55 км.
Деревня находится в верховьях реки Рудинка.

## Демография
| 1862 | 2007 | 2010 | 2017 |
| ---- | ---- | ---- | ---- |
| 93   | ↘1   | ↘0   | ↗5   |